# Vas vármegyei labdarúgó-bajnokság (első osztály)
A Vas vármegyei első osztály a megyében zajló bajnokságok legmagasabb osztálya, országos szinten negyedosztálynak felel meg. A bajnokságot a megyei szövetség írja ki. A bajnok az NB III-ban folytathatja, ha az országos osztályozó mérkőzéséseken tovább jut.

## Csapatok 2014/2015
2014/2015-ben az alábbi csapatok szerepelnek a bajnokságban:
A Kemenesmagasi SE a bajnokság során visszalépett.
| Csapat                    | Település          |
| ------------------------- | ------------------ |
| Büki TK                   | Bük                |
| Celldömölki VSE           | Celldömölk         |
| Csepregi SE               | Csepreg            |
| Jánosháza VSE             | Jánosháza          |
| Kemenesalja FC            | Vönöck             |
| Király SE                 | Szombathely        |
| Körmendi FC               | Körmend            |
| Kőszegi SE                | Kőszeg             |
| Rápapatyi KSK             | Rábapaty           |
| Répcelaki SE              | Répcelak           |
| Tabak 1-Szentgotthárd VSE | Szentgotthárd      |
| Tápláni KSK               | Táplánszentkereszt |
| Uraiújfalu SE             | Uraiújfalu         |
| Vasvár VSE                | Vasvár             |
| Vép VSE                   | Vép                |